# ホイッグ史観
ホイッグ史観（ホイッグしかん、英: Whig historiography, Whig history, whig history、ウィッグ史観とも）とは、歴史を「進歩を担った殊勲者」対「進歩に抵抗した頑迷な人びと」に分け、両陣営の戦いと前者の勝利として歴史を物語的に記述する歴史観である。「成功している我々」や「繁栄している現体制」を歴史的必然、絶対的な運命に導かれるものとして、そこに至る進歩的、進化的、合理的、直線的、連続的な過程として読み替えてしまう、いわば勝利者による正統史観というべきもの。啓蒙主義や社会進化論とも関係が深い。
ホイッグ史観によってイギリス史をとらえると、イギリスの現代の進歩をもたらした功労者はホイッグ・プロテスタントであり、それに逆らった者がトーリ党・カトリックである。前者の代表がウィリアム3世やエリザベス、後者はジェームズ2世やジョージ3世などによって構成される。

## 定義
栄田卓弘によるホイッグ史観の定義は以下の通り。
1. 進歩の味方／敵という二項対立で歴史を描く。敵方の勢力・人物は歴史上有害で、歴史的に無意味な存在である。
2. 現在のために過去を研究する姿勢をとる。過去は現在の起源として存在を許され、進歩派がそのルーツであり、その敵は生物進化における絶滅種にひとしい。たとえば、信仰の自由はルターの功績によるもので、我々はルターに感謝すべきであるとする[2]。
3. 歴史家は過去に対する裁判官である。進歩の敵は「容赦なく断罪され」、進歩をもたらした者は歴史的英雄の地位を勝ち得る[3]。歴史家は過去を道徳的に判断する権利と責任を持つ。

こうしたホイッグ流の歴史記述はマコーリーから、彼の姪孫にあたるトレヴェリアンらに受け継がれた。マルクスらの唯物史観はイデオロギーとしては異なるが、どちらも進歩史観で共通点も多く、批判・否定よりも同調することが多かった。中世前期史においてもアングロサクソン、特に七王国時代のイングランドはゲルマン的な自由な社会だったと永らく主張されていた。これは一般自由人学説とよばれ、自由主義の広がりを追い風に通説となった。しかしこれは自由主義の退潮と前後して批判を受け、通説的立場を失ってきている。

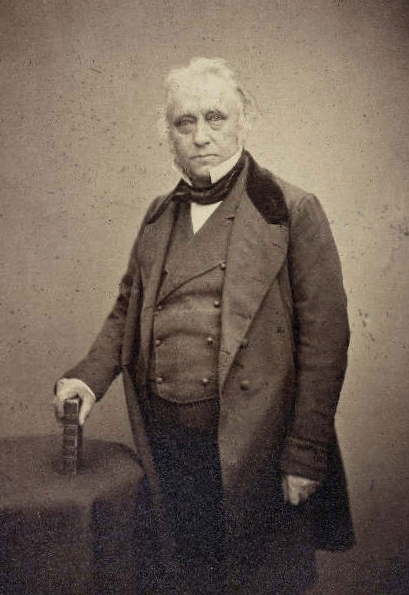
マコーリーはホイッグ史家の代表的存在である。現在でこそホイッグ史観は厳しく批判され支持者を失っているが、最高の歴史家は同時に最高の作家であるという伝統の強いイギリスにおいて、マコーリーの物語力は高く評価されてきた

## 歴史
元来、英国史の概念で、トーリー党（王党派、後の保守党）に政治的に優越したホイッグ党（議会派、後の自由党、現在の自由民主党）が、自派に有利な歴史記述を行ったことに由来する。トーマス・マコーリー（1800年 - 1859年）『History of England（イングランド史）全5巻』（1848年 - 1861年）がホイッグ史観の代表的な歴史書である。狭義では、ブルジョワジーを擁護し、資本主義発展を目指す自由主義を指す。ホイッグ史観に対する批判を定式化したのは、ハーバート・バターフィールド（1900年 - 1979年）の『Whig Interpretation of History』（1965年、邦訳書は『ウィッグ史観批判：現代歴史学の反省』）である。
バターフィールドは17世紀に大文字の「科学革命」（Scientific Revolution）が生じたと説いたが、トーマス・クーン（1922年 - 1996年）は（小文字の）科学革命論で、科学史を断続的なパラダイムの変化として説いた。異なるパラダイムを客観的に俯瞰、通約する立場は成立しえないという相対主義である。今日、「ホイッグ史観」はクーンと結びつけて、科学史上の概念として語られることもある。

## 日本への影響
日本が海禁政策解除・明治維新を迎えて西洋の文物を熱心に取り入れようとしていた時期は、ホイッグ史観が正統の地位を得た、まさにその時代であった。蒸気機関などの科学技術を積極的に学ぶ一方で、イギリス帝国の歴史を知ろうとする者もいた──福沢諭吉はその代表格である。1854年を皮切りに、玉石混淆ながらもイギリスの歴史書は毎年のように出版されていたが、理解の深さにおいて福沢は他の存在に抜きん出ていた。西洋列強に追いつくためにはまずもって技術の吸収が必要であったが、福沢は社会の仕組み、特に議会に興味を示し、理解するためには歴史の参照が不可欠と悟った たとえば、それまで日本では、3人以上が集まって政治を談義するのは「徒党」という重罪だった。こうした伝統のもとにあった日本人にとって、おおっぴらに政治を話し合う議会なるものはまるで意味不明の存在だった。こうして書かれたのが『西洋事情』『文明論之概略』などの著書であり、イギリス帝国の繁栄の根本を探るという問題意識から、また当時の入手できる書物という点から、自然とホイッグ史観の歴史書に触れることになった。
徳富蘇峰もマコーリーの影響を受けている。
いっぽう竹越与三郎のように、専門的で退屈・小難しい歴史をきらい、多くの人にわかりやすい歴史を書くべきという観点からホイッグ史観を選択する者もいた。明治時代の歴史書は実証重視の考証史学と民間史学が分かれており、後者を選択した竹越は『格朗穵（クロムウェル）』『マコウレー』などを著し、日本のマコーリーとの異名を賜った。
福沢・竹越ら多くの知識人によって紹介されたイギリスは、ホイッグ史観にもとづく肯定的・楽天的イメージが伴うものだった。こうしたイギリス理解は、日本人の中のイギリスの印象をほぼ決定づけ、さらに自由民権運動の思想的・理論的下地を提供する役割もはたした。マコーリーらの間接的影響に成立した民間史学は、戦後の唯物史観に受け継がれているとする指摘もある。

### 和書・論文
- 今井宏『明治日本とイギリス革命』筑摩書房〈ちくま学芸文庫〉、1994年。ISBN 4480081259。全国書誌番号:94063754。
- 今井宏「明治時代におけるホイッグ史観の受容」『東京女子大學附屬比較文化研究所紀要』第35巻、東京女子大学附属比較文化研究所、1974年1月、1-19頁、CRID 1050564287611014400、ISSN 05638186。
- 青山吉信　『アングロ=サクソン社会の研究』　山川出版社、1974年。
- 近藤和彦　「『イギリス革命』の変貌」『思想』964号、pp.42-51、岩波書店、2004年。
- 栄田卓弘「ハーバート・バタフィールドとウィッグ史観」『社會科學討究』第39巻第3号、学術雑誌目次速報データベース由来、1994年、955-983頁、CRID 1570291226842077824、ISSN 05829291。
- 坂本多加雄「山路愛山」、岸本美緒責任編集『歴史学事典 5 歴史家とその作品』pp. 589-590、弘文堂、1997年。 ISBN 4335210353
- 村上陽一郎　「ホイッグ史観の超克は何をもたらすか──西欧の知への眼ざし(8)」『現代思想』21-9号、pp. 8-17、1993年。

### 訳書
- ハーバート・バターフィールド著・越智武臣他訳『ウィッグ史観批判──現代歴史学の反省』未來社、1967年。

### 非日本語文献
- Lois G. Schwoerer, ed., The Revolution of 1688-1689: Changing perspectives, Cambridge University Press, 2003(Paperback, first published 1993). ISBN 0521526140